# Iglesia de San Sebastián (Toledo)
La iglesia San Sebastián es una iglesia de la ciudad de Toledo, ubicada en el barrio medieval de curtidores, barrio que cambió de nombre en el siglo XVI, pasando a ser conocido como Solana de San Cipriano.

## Descripción
San Sebastián es una de las más antiguas iglesias de Toledo, con casi 900 años de advocación cristiana ininterrumpida. Fue construida sobre una mezquita con el nombre de Al-Dabbagin, del siglo X, y mencionado ya en 1168 como iglesia mozárabe. La Iglesia fue reformado en diversas ocasiones a partir del siglo Xlll y es de estilo mudéjar.

## Sala de conciertos y Exposiciones
Restaurado recientemente no posee culto actualmente, siendo usado bajo el patrocinio del Consorcio de Toledo, Gestión de patrimonio, como sala de exposiciones y conciertos de camera. En 2017 se mostró la exposición "Sin pena ni gloria" de la artista gaditana Lita Mora, y en el mismo año se acogieron ahí las IV Jornadas de Música y Patrimonio. En 2018 el Consorcio de Toledo muestra ahí la exposición En Cama con Greco y Picasso del artista Daniel Garbade. El diseñador toledano José Sánchez ofrecio ahí su desfile de moda en el marco de la exposición.
Desde 2010, esta iglesia es también sede canónica de la Cofradía Internacional de Investigadores del Santo Cristo de la Oliva.

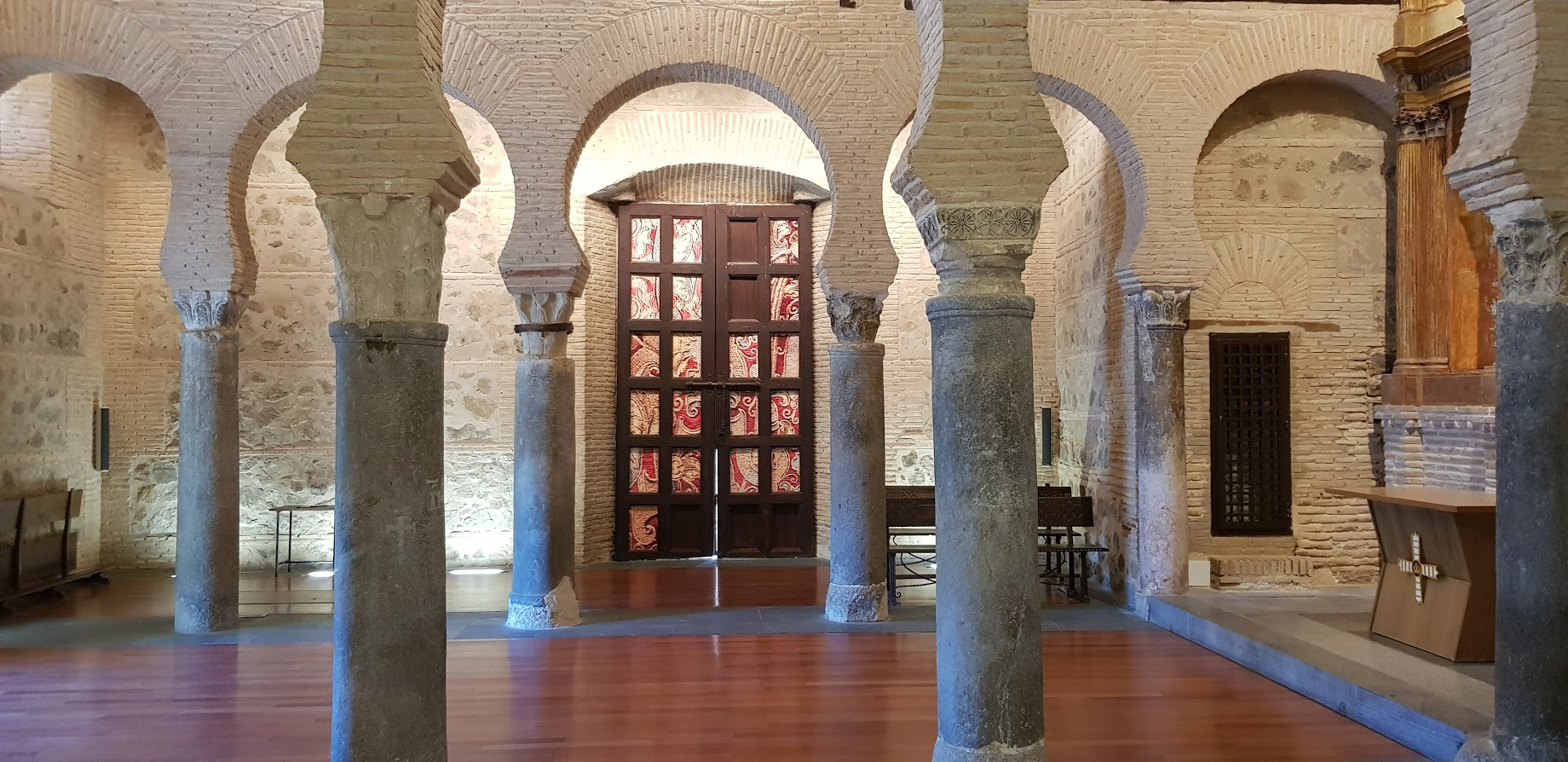
Columnas en el Interior de la Iglesia
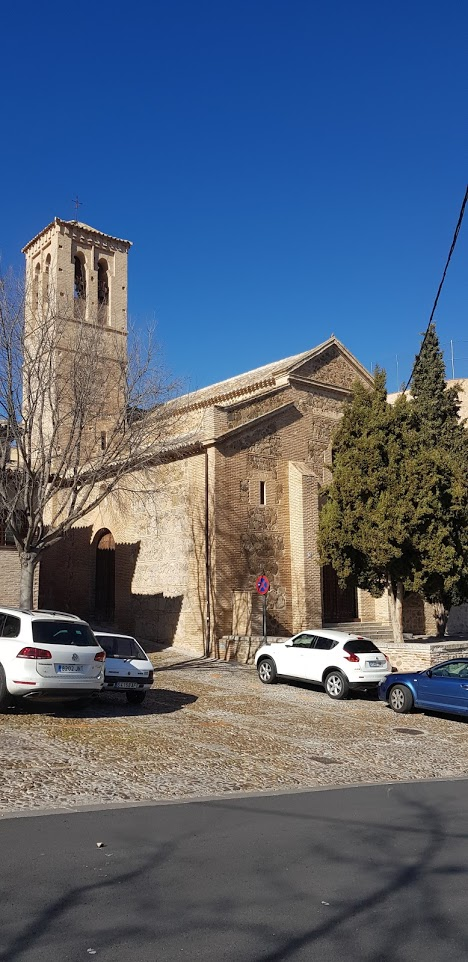
Vista con la torre
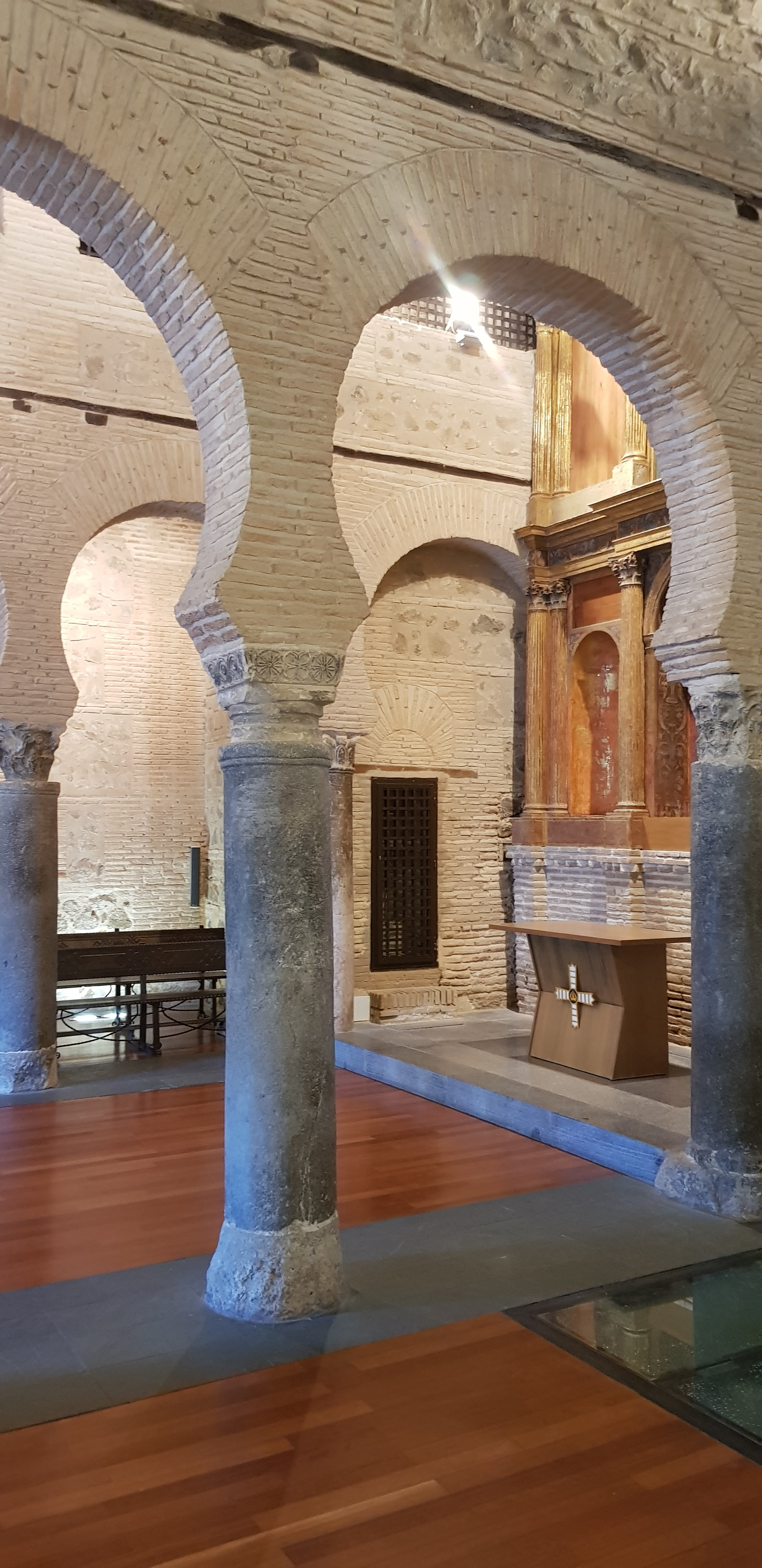
Altar
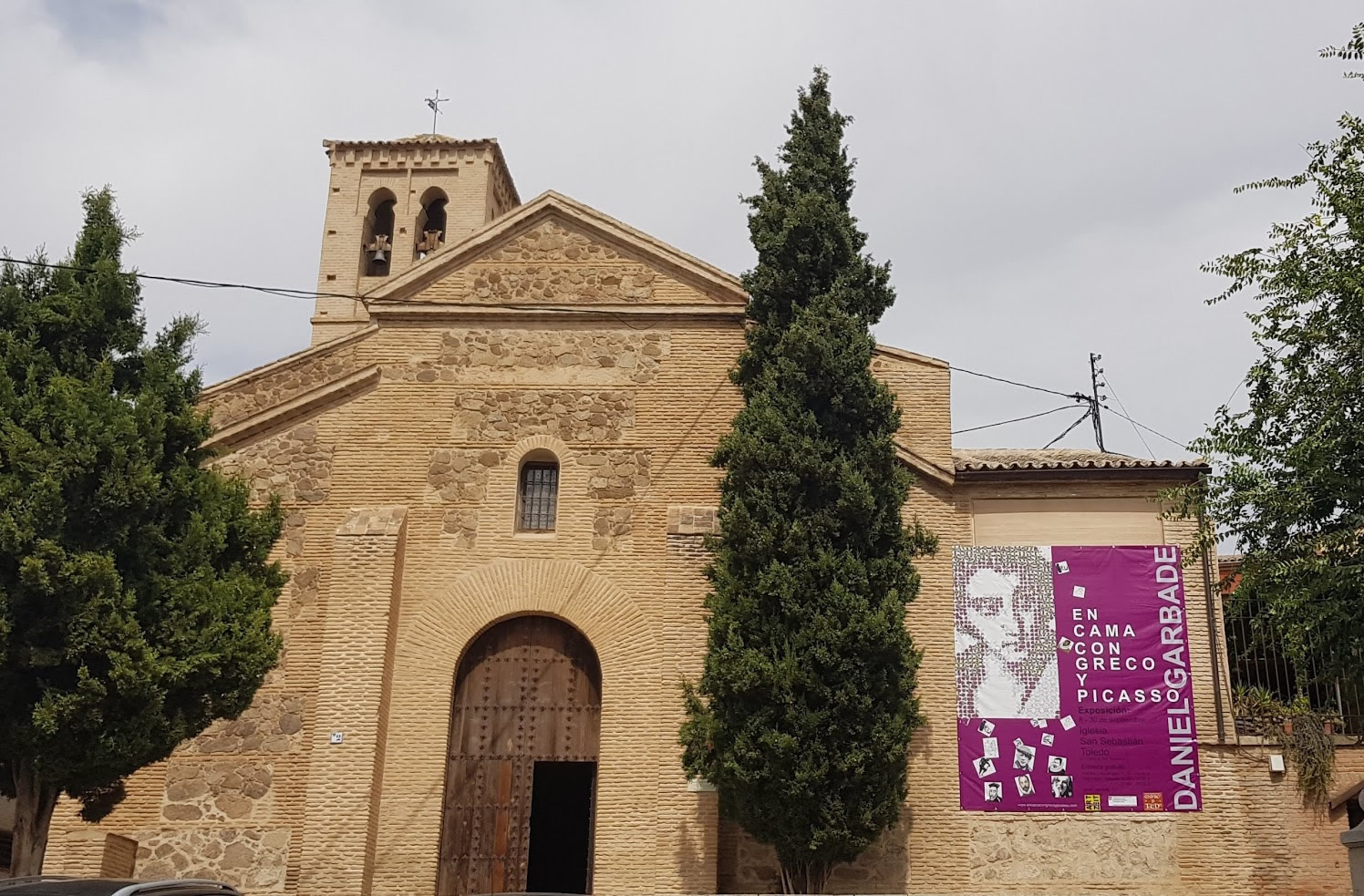
Iglesia de San Sebastián, Toledo, Entrada
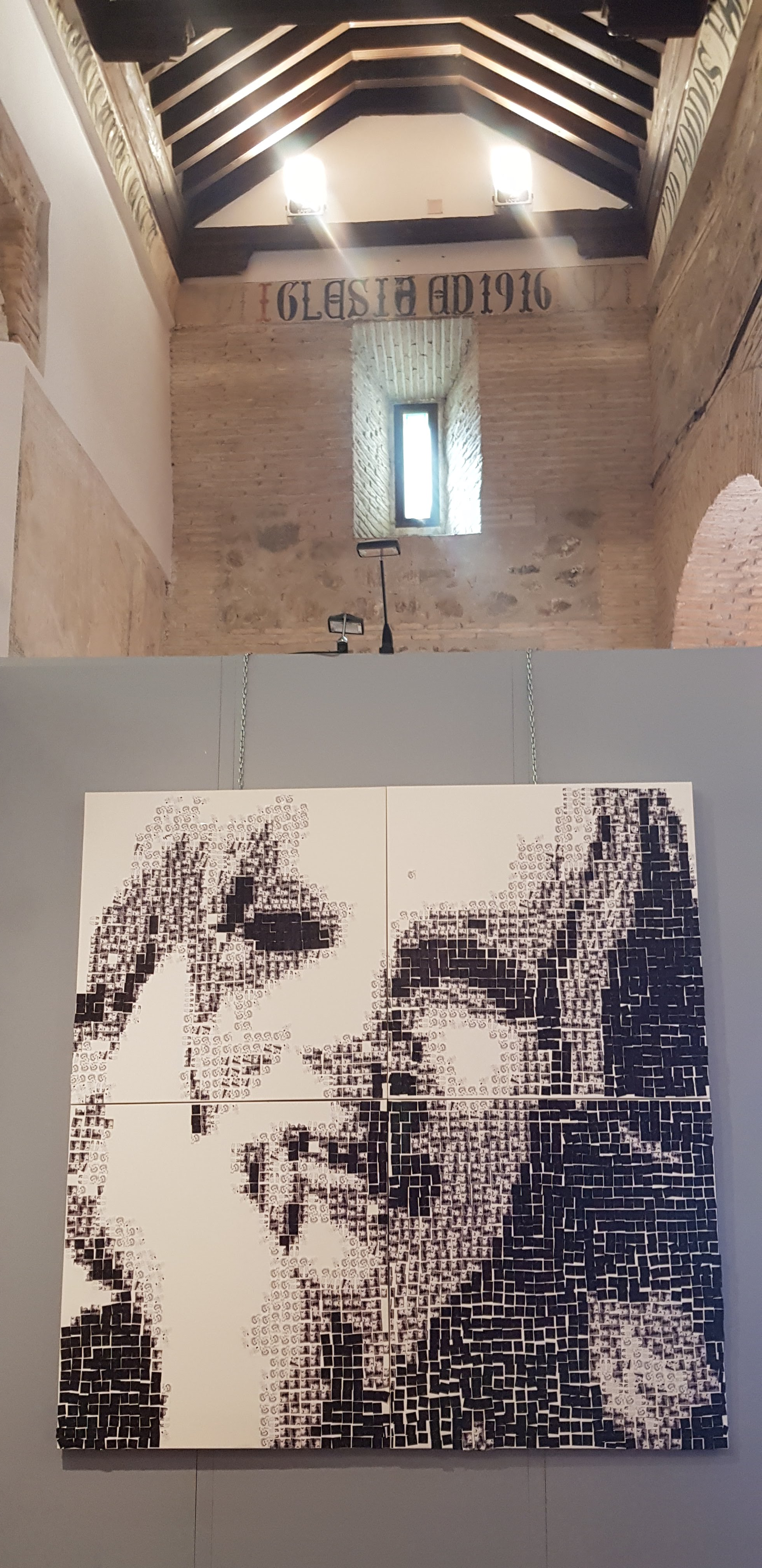
Interior con sala de exposiciones